# 해리 포터 (등장인물)
해리 포터(Harry James Potter)는 J.K. 롤링이 쓴 동명의 소설 시리즈에 등장하는 허구의 인물이자 주인공이다. 줄거리의 대부분은 고아 해리의 삶에서 7년을 다루고 있는데, 해리는 11번째 생일에 자신이 마법사라는 것을 알게 된다. 그래서 그는 친절한 교장 알버스 덤블도어와 및 교수들, 그의 가장 친한 친구인 론 위즐리와 헤르미온느 그레인저의 지도에 따라 마법을 연습하기 위해 호그와트 마법학교에 입학한다. 해리는 또한 자신이 이미 소설의 마법 사회 전체에서 유명하고, 그의 운명이 어둠의 마법사이자 그의 부모인 릴리와 제임스를 살해한 볼드모트 경의 운명과 연관되어 있다는 것을 알게 된다. 이 책과 영화 시리즈는 마법사의 세계에 적응하고 볼드모트를 물리치기 위한 해리의 투쟁을 중심으로 전개된다.
주인공 해리는 이 소설에서 많은 비평가들, 독자들, 그리고 관객들에 의해 역사상 가장 위대한 문학적, 영화적 인물 중 한 명으로 묘사되어 있다.

## 개념과 창조
롤링에 따르면 해리포터 책에 대한 아이디어와 원작이 모두 1990년 영국 맨체스터에서 런던으로 가는 지연된 열차를 기다리는 과정에서 나왔다. 그녀는 "그가 마법사인 줄 몰랐던 이 비쩍 마르고 검은 머리에 안경 쓴 소년이라는 생각이 나에게 점점 더 현실적이 되었다."라고 말했다. 그녀는 자신의 책에 대한 아이디어를 개발하면서 해리를 호그와트라는 기숙학교에 다니는 고아로 만들기로 결심하기도 했다. 그녀는 가디언과의 1999년 인터뷰에서 다음과 같이 설명했다. 
| “ | 해리는 고아가 되어야 했다. 그래서 그는 자유 행위자이고, 부모님을 실망시키는 것에 대한 두려움이 없었다. 호그와트는 기숙학교여야 한다. 중요한 일의 절반은 밤에 일어난다! 그리고 안전이 있었다. 내 자식을 갖는다는 것은 무엇보다도 아이들이 안전을 원한다는 믿음을 강화시켜주고, 그것이 호그와트가 해리에게 제공하는 것이다. | ” |

1990년 12월 30일 그녀의 어머니의 죽음은 해리를 죽은 부모를 갈망하는 소년으로 쓰도록 영감을 주었고, 그녀 스스로 그것과 관련이 있었기 때문에 그의 괴로움은 이전 초안보다 '훨씬 깊고, 훨씬 더 현실적'이 되었다. 롤링은 2000년 가디언과의 인터뷰에서 T. H. 화이트의 소설 '과거와 미래의 왕'에 나오는 와트라는 인물이 '해리의 정식적인 조상'이라고 밝히기도 했다. 마지막으로, 그녀는 해리의 생일을 그녀의 생일과 같은 7월 31일로 정했다. 그러나 그녀는 해리가 실제 인물에 직접적으로 기반을 두지 않았다고 주장했다. "그는 단지 나의 일부에서 나왔다."
롤링은 또한 해리가 아이들에게 적합한 실제 역할 모델이라고 주장했다. "허구의 영웅이나 여주인공의 장점은 살아있는 영웅을 알 수 있는 것보다 그들을 더 잘 알 수 있다는 것입니다. 그 중 많은 사람들이 해리를 좋아하고 그와 동일시한다면 많은 사람들이 결코 만나지 못할 것입니다. 나는 기쁘게 생각합니다. 왜냐하면 나는 그가 매우 호감이 간다고 생각하기 때문입니다.“

## 영화 출연
2001년부터 2011년까지 상영된 해리포터 영화 8편 중 해리포터는 영국 배우 다니엘 래드클리프가 연기했다. 래드클리프는 런던에서 열린 '주머니 속의 돌'이라는 제목의 연극에 참석하던 중 2000년 프로듀서 데이비드 헤이먼으로부터 해리 배역 오디션 요청을 받았다.
2007년 MTV와의 인터뷰에서 래드클리프는 그에게 해리는 고전적이며 오래된 캐릭터이라고 말했다. "그 영화들은 나에게 순수함의 상실에 관한 것이다: 내 주변의 세상을 경외하는 어린 아이가 되었을 때부터 영화가 끝날 때까지 더 많은 싸움에 확고해지는 순수함의 상실에 대한 것이다." 그는 또한 그에게 해리의 정신에 중요한 요인은 그의 죽은 부모에 대한 생존자의 죄책감과 그의 남아있는 외로움이라고 말했다. 이 때문에 래드클리프는 사별 상담사와 상담하며 역할 준비를 도왔다. 래드클리프는 책에서 해리가 죽기를 바란다고 말했지만 "그들이 결론을 내릴 수 있는 다른 방법은 상상할 수 없다"는 입장을 분명히 한 것으로 전해졌다. 해리와 그의 친구들이 실제로 살아남아 아이를 갖는 마지막 책을 읽은 래드클리프는 결말에 기쁘다고 말하며 이야기의 결말에 대해 롤링에게 칭찬을 보냈다. 래드클리프는 자신이 받은 가장 반복되는 질문은 해리포터가 자신의 삶에 어떤 영향을 끼쳤고, 그것에 대해 정기적으로 '괜찮다'고 답하는 것이며, 그 역할에 분류되는 것을 느끼지 않고 오히려 해리를 묘사 할 수 있는 큰 특권으로 보고 있다고 말했다.
래드클리프의 해리는 엠파이어가 선정한 2011년 역대 최고의 영화 캐릭터 36위, 2018년 67위에 이름을 올렸다.

## 묘사

### 외모
해리는 시리즈 동안 아버지의 영구히 흐트러진 검은 머리와 어머니의 밝은 녹색 눈, 이마에 번개 모양의 흉터가 있는 것으로 묘사되고 있다. 그는 "마른 얼굴"과 "혹 모양의 무릎"으로 "그의 나이에 비해 작고 마른"것으로 묘사되며 뿔테 안경을 쓰고 있다. 첫 번째 책에서 그의 흉터는 "해리가 자신의 외모에 대해 유일하게 좋아했던 것"으로 묘사된다. 롤링은 해리의 벼락 같은 흉터 뒤에 숨겨진 의미를 묻는 질문에 "해리가 겪은 일을 신체적으로 보여주고 싶었다"고 말했다. 그것은 그가 안에서 겪어온 것에 대한 겉으로 드러난 표현이었다. "어떤 의미에서는 선택받은 사람이 되거나 저주받은 사람이 되는 것과 같습니다." 롤링은 또한 해리가 부모님의 잘생긴 외모를 물려받았다고 말했다. 시리즈의 후반부에서 해리는 키가 커지며, 일곱 번째 책은 아버지의 키를 '거의', 다른 캐릭터들에 의해 '키가 크다'라고 한다.
롤링은 해리 포터를 처음 생각했을 때 해리의 이미지가 그녀에게 다가왔다고 설명하면서 "수척하고, 검은 머리에, 안경 쓴 소년"이라고 설명했다. 그녀는 또한 해리의 안경이 그의 약점에 대한 단서라고 생각한다고 언급했다.

### 성격
롤링에 따르면 해리는 자신의 양심에 의해 강하게 인도되며, 무엇이 옳고 그름에 대한 예리한 감정을 갖고 있다. 롤링은 "진정으로 배려하는 어른들에 대한 접근이 매우 제한적"이라며 "어릴 때부터 스스로 결정을 내릴 수밖에 없다"고 말했다. 그는 '실수를 한다'고 인정했지만, 결국 그는 그의 양심이 시키는 대로 한다. 롤링에 따르면, 해리의 중요한 장면 중 네 번째 책에서 그가 죽은 학교 친구인 케드릭 디고리의 시신을 볼드모트로부터 보호하는 장면이 나오는데, 이는 그가 용감하고 사심이 없다는 것을 보여주기 때문이다.
롤링은 해리의 성격적 단점에는 분노와 충동이 포함되어 있다고 말했지만, 해리는 선천적으로 명예롭기도 하다. "그는 잔인한 소년이 아니다. 그는 경쟁력이 있고, 싸움꾼이다. 그는 그냥 누워 학대를 받지 않는다. 하지만 그는 태성적인 성실함을 가지고 있어서, 나는 그를 영웅으로 만든다. 그는 평범한 소년이지만 그런 자질을 가지고 있기 때문에 우리 대부분은 정말 존경한다." 대부분의 경우, 해리는 5권 초반에 그의 모험을 그의 성숙함의 예시로 사용하지만, 종종 그의 업적을 경시하는 겸손과 정숙함을 보여준다. 그러나 이 같은 업적들은 나중에 그가 왜 덤블도어의 군대를 이끌어야 하는지 설명하는 데 사용되는데, 이 시점에서 그는 그들이 그저 행운이었다고 주장하며, 그들이 그를 권위 있는 사람으로 만들었다는 것을 부정한다. 7권 이후 롤링은 해리가 죽음의 필연성의 수용, 즉 볼드모트조차 가질 수 없는 최고의 성격의 힘을 가지고 있다고 논평했다.

### 마법의 능력과 기술
시리즈 동안, 해리포터는 재능 있는 마법사 수련생으로 묘사된다. 그는 비행에 특별한 재능을 가지고 있는데, 해리포터와 마법사의 돌에서 처음 시도했을 때 모습을 드러내며, 정상적인 최소 합류 연령 1년 전에 퀴디치 팀에서 자리를 잡는다. 이것은 그의 6년째 되는 해에 주장이 된다. 그의 4년째 되는 해(해리포터와 불의 잔)에, 해리는 빗자루를 타고 용과 대결할 수 있었다.
해리는 볼드모트와 다양한 괴물들을 만나며 숙련해지는 '어둠의 마법 방어술'에도 재능이 있었다. 3년째 되는 해 때, 해리는 매우 발전된 패트로누스 마법을 시전할 수 있게 되었고, 5학년이 되자 그는 그 주제에 너무 재능이 있어서 덤블도어의 군대에서 동료 학생들을 가르칠 수 있게 되었는데, 그 중 일부는 그보다 더 나이가 많은 사람들도 있었다. 그 해 말, 그는 헤르미온느 조차도 이루지 못했던 어둠의 마법 방어술 O.W.L.에 '특출함'을 달성한다. 그는 숙련된 결투자로, 해리포터와 불사조 기사단에 미스터리 부서에서 죽음을 먹는자들과의 전투 중에 부상당하거나 무력화되지 않은 6명의 덤블도어의 군대 일원 중 유일한 사람이었다. 그는 또한 해리포터와 죽음의 성물들의 시작에 버로우로 가는 비행하는 동안 수많은 '죽음을 먹는 자'들을 물리친다.
해리는 또한 어둠 마법과 관련된 언어인 "파셀텅"을 말하고 이해하는 특이한 능력을 가지고 있었다. 이것은, 그가 볼드모트의 영혼의 일부를 품고 있기 때문이었다. 그는 죽음의 성물에서 그 안에 있는 볼드모트의 영혼의 일부가 파괴된 후 이 능력을 잃는다. 하지만, 해리포터와 저주받은 아이의 사건에서는 시간을 바꿔 볼드모트의 귀환을 보장할 수 있는 예언을 이행하기 위해 아들을 이용하려던 볼드모트의 딸 델피와 드레이코 말포이의 아들 스콜피우스를 만났을 때 언어를 알아보거나 말하는 능력을 잃지 않았던 것으로 드러났다.

### 소유물
해리의 부모는 마법의 세계에서 화폐로 사용되는 어느 정도 거대한 마법사의 금더미를 마법사 은행 그린고트의 금고에 남겼다. 시리즈 후반부 시리우스의 죽음 이후 그의 남은 재산도 모두 해리에게 전달되는데, 그리몰드 광장 12번지, 시리우스가 가지고 있던 방대한 양의 금이 그리곳에 있는 해리의 계좌로 옮겨졌다. 롤링은 "해리의 돈은 그가 그의 책과 교복 등을 살 수 있다는 것을 제외하고는 결코 책에서 그렇게 중요하지 않다"고 지적했다.
해리가 금 유산을 발견한 후 다이애건 앨리에서 구입한 학교 물품 중에는 그의 첫 번째 지팡이가 있는데, 11인치 길이의 서양호랑가시나무와 불사조 깃털의 개념으로 볼드모트의 쌍둥이 지팡이이라는 걸 알게되고, 두 지팡이가 그들의 핵심으로 포함하고 있는 깃털은 둘 다 폭스에서 나왔다. 폭스는 덤블도어가 혼혈왕자에서 죽을 때까지 그의 사무실에서 애완동물로 키우고 있는 불사조이다. 해리의 지팡이는 죽음의 성물에서 부러졌다. 한동안 그는 헤르미온느의 지팡이를 빌려 나중에 드레이코의 지팡이를 훔친다. 시리즈 막판 볼드모트를 패배시키면서, 그는 딱총나무 지팡이의 소유하게 되지만 그것을 그의 서양호랑가시나무 지팡이를 수리하기 위해서만 사용하다가, 볼드모트가 그것을 훔친 덤블도어의 무덤으로 반환하였다. 죽음의 성물 2부 영화판에서, 해리는 딱총나무 지팡이를 파괴한다.
해리는 또한 간접적으로 그의 아버지의 중요한 재산 중 두 개를 물려받는다. 하나는 당분간의 소유주인 프레드와 조지 위즐리가 그에게 준 마루더즈 지도인데, 이 지도는 해리에게 호그와트의 시설, 지표, 거주자에 대한 종합하는 지식을 부여한다. 다른 하나는 덤블도어가 그에게 준 아버지의 투명 망토인데, 결과적으로 해리의 피브렐 가문 혈통을 증명한다. 해리는 학교 여행을 돕고 그가 아끼는 사람들을 보호하기 위해 이러한 도구를 사용한다. 특히 투명 망토는 두 명의 다 자란 사람들을 숨길 수 있다. 만약 다 자란 세 사람이 망토 아래에 숨으면 발이 보였다. 해리가 17세에 성숙한 나이에 도달했을 때, 몰리 위즐리는 소년에게 17세가 되면 시계를 주는 것이 전통적이기 때문에 한때 그녀의 오빠 파비안 프레웨트의 소유였던 회중시계를 준다.
대부분의 책들 전체에 걸쳐 해리는 또한 메시지와 소포를 전달하고 받는 데 사용되는 헤드위그이라는 애완 부엉이를 가지고 있다. 헤드위그는 일곱 번째 책에서 죽음을 당했다. 롤링은 다음과 같이 말하였다. "헤드위그의 죽음은 순결와 안심의 상실을 의미했다. 그녀는 때때로 해리에게 껴안고 싶은 장난감과도 같았다. 저는 죽음이 많은 사람들을 화나게 한다는 것을 압니다!" 퀴디치 선수로서 해리는 고급 빗자루 두 개를 소유하고 있었다. 첫 번째, 님부스 2000은 해리가 1학년 학생임에도 불구하고 그리핀도르의 퀴디치 팀에 영입되면서 미네르바 맥고나걸 교수에 의해 조달되었다. 이 빗자루는 해리의 3년차 경기에서 커다란 버드나무에 의해 파괴되었다. 그것은 시리우스가 해리를 위해 구입한 훨씬 더 빠른(그리고 더 비싼) 빗자루로 대체되었지만, 당시 시리우스가 해리를 살해하려 했던 것으로 여겨지면서 빗자루는 해리가 타는 것이 허락되기 전에 엄격한 보안 검사를 받았다. 해리는 헤드위그과 함께 마지막 책에서 7월 프리벳가 탈출 중 잃어버릴 때까지 호그와트 생활에 걸쳐 사용했다.
해리도 두더지 가죽 주머니, 즉 물건을 보관하는 데 쓰이는 작은 '자루'를 소유하고 있는데 주인 외에는 아무도 꺼낼 수 없었다. 그는 이것을 해그리드로부터 17번째 생일 선물로 받는다. 해리는 죽음의 성물의 과정 내내 주머니를 사용해 마루더즈 지도, 그의 대부인 시리우스가 그에게 준 마법 거울 조각, 시리우스의 형제였던 가짜 호크룩스 로켓 R.A.B.(레귤러스 아르크투루스 블랙)과 같은 여러 가지 감상적인 물건들(자신은 인정하지만, 그 외에는 아무 가치가 없는) 물건들을 보관한다. 스니치는 덤블도어가 그에게 물려준 것으로, 이는 사실 두 번째 성물인 해리가 발견한 볼드모트의 할아버지 마볼로 곤트의 인장 반지에 놓여졌던 부활의 돌이 들어있었고, 그의 어머니가 사진의 일부와 함께 시리우스에게 보내는 편지(그와 그의 아버지, 제임스)와 함께, 그리고 결국 자신의 부러진 지팡이(해리가 나중에 딱총나무 지팡이와 함께 수리하는 것)를 소유하였다.

### 가계도
소설에서 해리는 제임스와 릴리 포터의 유일한 자식으로, 어린 시절 고아가 되었다. 그녀는 고아가 쓰기에 가장 흥미로운 캐릭터라고 느꼈기때문에 . 롤링은 그녀의 첫 책의 초안에서 해리를 고아로 만들었다. 하지만, 롤링은 그녀의 어머니가 돌아가신 후, 해리가 죽은 부모님을 다시 보고 싶어하는 어린 아이라고 묘사하여 자신의 고뇌를 그에게 결합시켰다.해리는 시리즈에서 "혼혈" 마법사로 분류되는데, 왜냐하면 그의 부모님 모두 마법에 의하여지만, 릴리는 "머글태생"이었고, 제임스는 순수 혈통이였기 때문이다.
해리의 이모와 이모부는 해리로부터 부모님의 죽음에 대한 진실을 지키며 그들이 자동차 사고로 죽었다고 말했다. 제임스 포터는 죽음의 성물의 원래 주인 중 셋째인 이그노투스 피브렐의 후손인데, 해리도 마지막 책의 과정에서 알아차린다. 이야기의 마지막에는 지니와 함께 제임스 시리우스 포터, 알버스 세베루스 포터, 릴리 루나 포터 등 세 자녀를 통해 그 혈통이 이어지고 있다.
롤링은 2015년 9월 포터모어 웹사이트에 게재된 원본 작품에서 포터 가문의 역사를 보다 자세히 설명했다. 12세기 스틴치콤의 마법사 린프레드로부터 시작된 "'빈둥거리는 사람'이라는 별명이 있을 정도로 현지에서 사랑받고 별난 사람이었던 '포터'에 맞춰 변질되었다. 린프레드는 스켈레그로와 후추가 잔뜩 뿌려진 포션을 포함하여 현재에도 여전히 사용되는 물약으로 진화한 여러 치료법을 발명한 사람이다. 이 성공적인 생산품들은 린프레드에게 가문의 부귀의 기초를 이루는 수익을 얻었는데, 이는 연속적인 세대의 일과 함께 성장했다. 린프레드의 장남 하드윈은 고드릭 골짜기에서 이그노투스 피브렐의 손녀 이올란테 피브렐이라는 이름의 아름다운 젊은 마녀와 결혼해 이그노투스의 투명망토를 대대로 전승하는 전통을 이어왔다. 해리포터의 조상 중 두 명이 위즌가모트에 착석하였다: 랠스턴 포터와 헨리 포터. 랠스턴은 1612년부터 1652년까지의 일원이었고, 비밀 법령의 열정적인 지지자였다. 가장 가까운 사랑하는 사람들에게 "해리"로 알려진 헨리 포터는 하드윈과 이올란테의 직계 후손이자 해리 포터의 증조할아버지였다. 헨리는 1913년부터 1921년까지 위즌가모트에서 복무했고, 마법 공동사회가 제1차 세계대전을 일으키는 머글을 돕는 것을 금지했다는 이유로 당시 마법부 장관이었던 아처 에버몬드를 공개적으로 비난하면서 사소한 논란을 일으켰다. 헨리의 성을 이어달라는 죽어가는 어머니의 소원을 들어주기 위해 할머니의 성을 부여 받은 헨리의 아들 플리몬트 포터는 호그와트에서의 결투로 명성을 얻었는데, 다른 사람들이 그의 이름으로 그를 조롱했을 때 화가 났다. 플리몬트는 윤기나는 머리 마법약을 만들어 가문의 금화를 4배로 늘렸고 그가 은퇴했을 때 그의 회사를 팔아 막대한 수익을 얻었다. 플리몬트와 그의 아내 유페미아는 릴리 에반스와 결혼하여 그들 자신의 아들 해리 포터를 낳을 아들 제임스를 임신했을 때 아이를 가질 희망을 포기했었다. 플리몬트와 유페미아는 제임스와 릴리가 결혼하는 것을 보기 위해 살았지만, 그들은 둘 다 노년에서 비롯된 드래곤 수두로 죽었기 때문에 결코 그들의 유명한 손자를 만나지 못할 것이었다.